# 劉全忠
劉全忠（1906年4月—？年）。黑龍江省肇東縣人。民國37年（1948年）在嫩江省選區當選第一屆立法委員

## 生平[1][2][3][4]
- 天津市南開中學畢業
- 國立清華大學經濟系畢業
- 美國密西根大學碩士
- 國立東北大學教授兼工商管理系系主任
- 國立長春大學教授兼法學院院長
- 國立中央大學經濟系教授
- 善後救濟總署專門委員
- 黑龍江省政府委員[5]
- 黑龍江省教育廳廳長[6]
- 中央銀行秘書處處長